# Tuamotu-szigetek
A Tuamotu-szigetek (franciául: Îles Tuamotu, hivatalosan Archipel des Tuamotu) egy szigetcsoport a Déli-Csendes-óceánon. A terület politikailag Francia Polinéziához tartozik. Ez a világ legnagyobb atoll-lánca, a Csendes-óceánban egy nyugat-európányi területet foglal el. A Tuamotu-szigeteket legelőször a polinéziai emberek népesítették be, akiknek közös kultúrájuk és nyelvük van. A szigeteket a tahitiek eredetileg Paumotunak nevezték, amelynek jelentése "Hasznos-szigetek". Később egy küldöttség meggyőzte a francia hatóságokat, hogy változtassák át a nevet Tuamotura. Ennek jelentése a "Távoli-szigetek".

## Közigazgatási beosztása

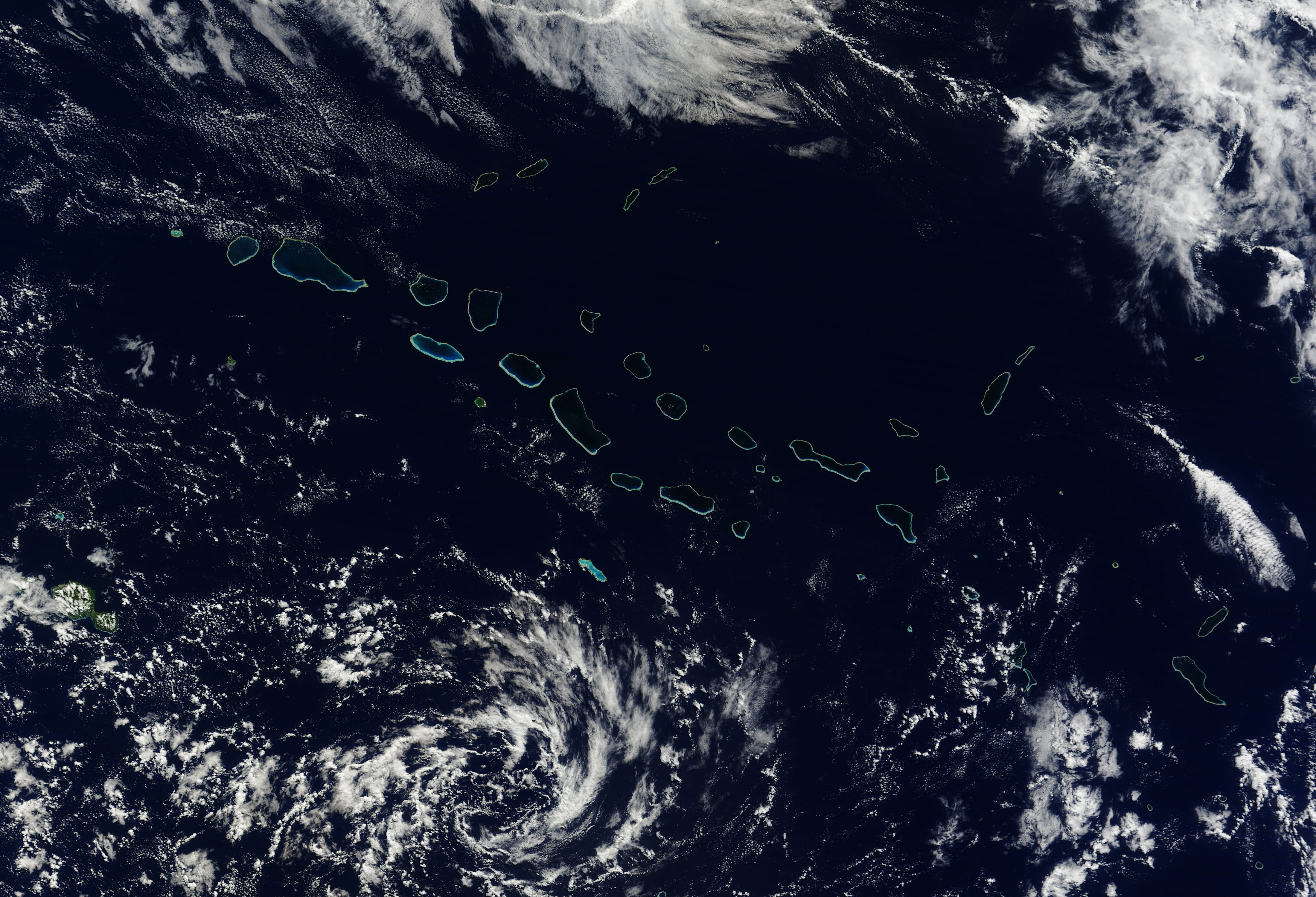
Műholdkép a Tuamotu-szigetekről.

Francia Polinézia Franciaország egy félig autonóm szigetcsoportja. A Tuamotu-szigetek és a Gambier-szigetek közigazgatásilag együtt alkotják a Tuamotu-Gambier-szigeteket. Ez Francia Polinézia öt közigazgatási egysége közül az egyik.
A Tuamotu-szigetcsoportba 16 települési önkormányzat (commune) tartozik: Anaa; Arutua; Fakarava; Fangatau; Hao; Hikueru; Makemo; Manihi; Napuka; Nukutavake; Puka Puka; Rangiroa; Reao; Takaroa; Tatakoto és Tureia.

### Választói körzete

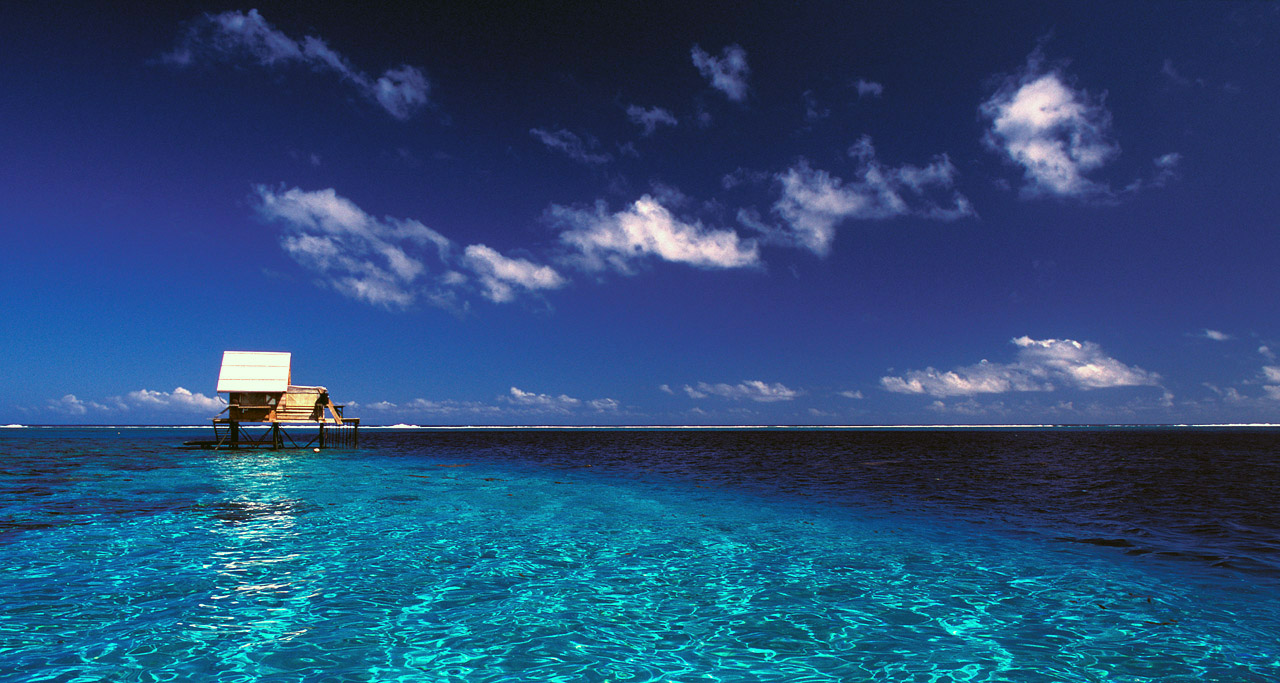
Gyöngyfarm a Tuamotu-szigeteken.

A tuamotui települések két különböző választói körzethez tartoznak (circonscriptions électorales). Gambier és Tuamotu keleti részéhez tartozik Gambier és 11 település Tuamotu keleti részén: Anaa; Fangatau; Hao; Hikueru; Makemo; Napuka; Nukutavake; Pukapuka; Reao; Tatakoto és Tureia. A maradék öt település nyugat-Tuamotuban – Arutua; Fakarava; Manihi; Rangiroa és Takaroa – alkotják a nyugat-Tuamotu-szigetek választói körzetet.

## Népessége

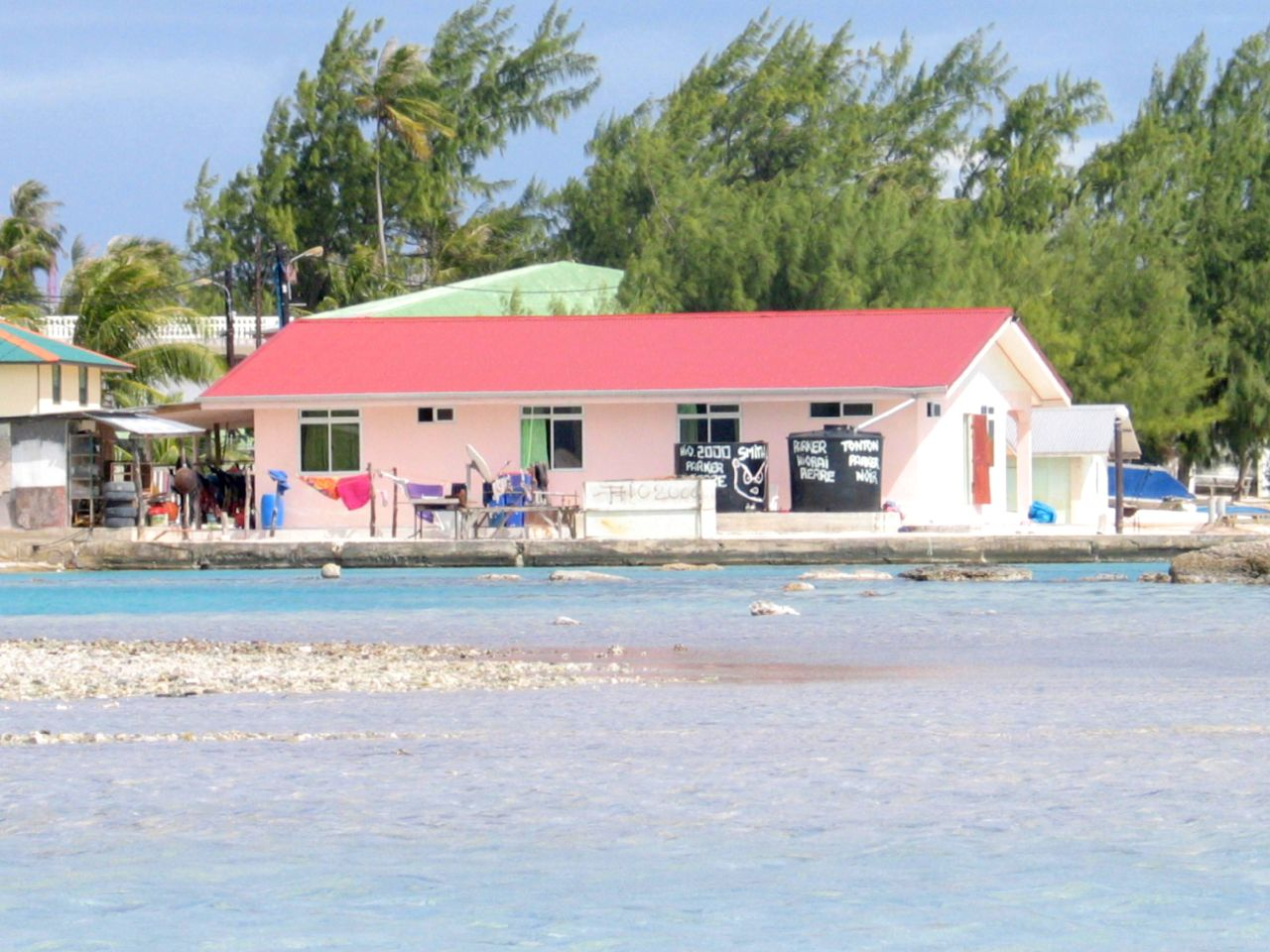
Tipikus tengerparti látvány a Tuamotu-szigeteken.

A 2007-es népszámlálás adatai alapján Tuamotu-szigetek (beleértve a Gambier-szigeteket is) népessége 18317 fő (15862 2002-ben, 8100 1983-ban). Ezek közül 769 fő él egy 400 km sugarú körben Mururoa és Fangataufa körül, amelyek korábban francia nukleáris kísérletek helyszínei voltak.
A Tuamotu-szigeteken leginkább beszélt nyelv a tuamotu nyelv, kivéve Puka-Puka szigetét, ahol Marquise-szigeteki nyelven beszélnek. A Gambier-szigeteken mangareva nyelven beszélnek.

## Gazdasága
A szigetek gazdaságára elsősorban a megélhetési mezőgazdaság jellemző. A bevételük jelentős része feketegyöngy és koprakészítésből van. A turizmusból származó jövedelmük csekély, főleg a szomszédos Társaság-szigetekéhez képest. Valamelyest szerencsésebb a helyzet Rangiroa és Manihi atollokon, amelyeken találni búvárkodási és snorkeling lehetőségeket.

## Földrajz
A szigetvilág hatalmas kiterjedése ellenére a teljes szárazföldi területe csupán 885 km². Az éghajlata meleg trópusi, igazi évszakok nélkül. Az évi átlaghőmérséklet viszonylag állandóan 26 °C. Az édesvízi források hiányoznak, ezért az egyetlen lehetséges vízforrás az esők begyűjtéséből lehetséges. Az évi csapadékmennyiség 1400 mm, amely az év folyamán egyenletesen oszlik el (a legkevesebb szeptemberben és novemberben esik).

## Élővilága
A szigetek zátonyainak gyér földje miatt túlzottan változatos vegetáció nem alakult ki. A kókusz pálmának, amely a kopra gyártás alapanyaga, különleges jelentősége van. Néhány szigeten szintén termesztenek vaníliát. Máskülönben a mezőgazdaság egyszerű terményekre korlátozódott. Az itteni zöldségek és gyümölcsök között találni jamgyökeret, tarót és kenyérfa gyümölcsét, valamint nagy választékban vannak jelen a trópusi gyümölcsök. A csavarpálma leveleit hagyományosan fonják össze, hogy nádtetőt készítsenek a házak tetejére (jóllehet egyre többet látni hullámos lemezből készült tetőket), de készítenek még belőle szőnyeget vagy kalapot is.
A fajgazdag zátonyokon széles választékban találhatók vízi élőlények. A vízfelszín felett elsősorban tengeri madarak, rovarok és gyíkok. A Tuamotu-szigeteken csupán 57 madárfaj él, azonban ebből 10 endemikus. Ilyenek a Tuamotu-szigeteki halción, a Tuamotu-szigeteki nádiposzáta és az óceáni cankó. 13 faj kihalófélben van az egész világon.

## Földtan
A Tuamotu-szigetek összes szigete alacsony fekvésű korálsziget: lényegében magas homoksávok rakódtak a zátonyok tetejére. A Palliser-szigetektől délnyugatra lévő Makatea a három nagy foszfát szikla egyike a csendes-óceáni térségben. A másik kettő a Banaba Kiribatiban és a Nauru szigetállam. Annak ellenére, hogy a Gambier-szigetek földrajzilag a Tuamotu-szigetkhez tartoznak, földtani és kulturális értelemben azonban különböznek.
A szigetcsoport északnyugati részén található, gyűrű alakú Taiaro atoll a teljesen körbezárt korálzátony egyik kivételes példája. Ezt az atollt az UNESCO 1977-ben hivatalosan is bioszféra-rezervátumnak sorolta be.

## Története
A Tuamotu-szigetek korai történelme homályba vész. A régészeti kutatásokból arra következtetnek, hogy a szigetcsoport nyugati részét a Társaság-szigetek felől népesítették be 700 környékén. Rangiroa, Manihi és Mataiva szigeteken korálzátonyból készült sík, szertartásos helyszíneket (ú.n. maraek) találtak, amelyek pontos idejét azonban nem sikerült még meghatározni.
Egyes elmélet szerint az Inka Birodalomból Tupac Inca Yupanqui 1480-ban, egy tíz hónapos utazás során feltérképezte az egész Csendes-óceánt.
A szigetek európai felfedezése Ferdinand Magellannal kezdődött 1521-ben, amikor körbehajózta a földet. Őt követték később:
- Pedro Fernandes de Queirós portugál hajós 1606-ban;
- Willem Schouten és Jacob Le Maire holland tengerészek 1616-ban;
- Jakob Roggeveen (aki először pillantotta meg a Húsvét-szigetet is) 1722-ben;
- John Byron 1765-ben;
- Louis Antoine de Bougainville 1768-ban;
- James Cook az első utazása során, 1769-ben;
- Domingo de Bonechea 1774-ben és
- Otto von Kotzebue német hajós 1815-ben.

Ezek közül egyik látogatásnak sem lett politikai következménye, ugyanis a szigetek a Tahiti Pomare-dinasztiához tartoztak.
Csak a 19. században érkeztek ide az első keresztény hittérítők. A kereskedők elvitték a szigetek gyöngyeit az európai piacokra a 19. század végén, amik gyorsan áhított tárgyakká váltak. Franciaország lemondásra kényszerítette a tahiti V. Pomare királyt és magának követelte a szigeteket anélkül, hogy valaha is magához csatolta volna.
Robert Louis Stevenson és Fanny Van de Grift a Paumotu-szigetek között hajózott 1888-ban, ami után kiadatták hajónaplójukat A déli tengereken (In the South Seas) címmel.
A Tuamotu-szigetek a világ minden táján bekerültek a hírek főcímei közé 1947-ben, amikor Thor Heyerdahl norvég régész, Dél-Amerikából tutaján, a Kon-Tikin hajózva elérte Raroia szigetét. Később is főcímekben szerepeltek a szigetek, mivel itt végeztek a franciák nukleáris kísérleteket Mururoa és Fangataufa atollok közelében.

## Szigetcsoportok
A Tuamotu szigetcsoport nyolc kisebb csoportot foglal magába:
| - Észak-Tepoto - Napuka - Puka-Puka - Anuanuraro - Anuanurunga - Hereheretue - Nukutepipi - Ahe - Manihi - Takapoto - Takaroa - Tikei - Hikueru - Marokau - Ravahere - Reitoru - Tekokota | - Ahunui - Amanu - Hao - Nengonengo - Manuhangi - Paraoa - Rekareka (Tehuata) - Tauere - Apataki - Arutua - Fakarava - Kaukura - Niau - Makatea - Mataiva - Rangiroa - Tikehau - Toau | - Anaa - Aratika - Dél-Tepoto - Észak-Marutea - Faaite - Haraiki - Hiti - Katiu - Kauehi - Makemo - Motutunga - Nihiru - Raraka - Raroia - Taenga - Tahanea - Taiaro - Takume - Tuanake | - Akiaki - Fakahina - Fangatau - Fangataufa - Mururoa - Nukutavake - Pinaki - Pukarua - Reao - Tatakoto - Tematangi - Tureia - Vahitahi - Vairaatea - Vanavana |

Kapcsolódó szigetcsoportok:
- A Gambier-szigetek: Akamaru; Angakauitai; Aukena; Kamaka; Kouaku; Makapu; Makaroa; Mangareva; Manui; Mekiro; Papuri; Puaumu; Taravai; Tokorua és Totengengie.
- A Külső Gambier-szigetcsoport: Dél-Marutea; Kelet-Maria; Morane és Temoe.
- Az Acteon szigetcsoport: Matureivavao; Tenararo; Tenarunga és Vahanga.